# Епюра
Епюра (англ. diagram, pattern, curve; нім. Zeichenebene f, Bildenebene f, Aufrißebene f, Aufriß m, Figur f; рос. эпюра) — графік залежності однієї величини від іншої (наприклад, у теорії машин і механізмів Епюра зображує зміну швидкості чи прискорення по довжині стрижня).

## Епюра швидкостей
Епюра швидкостей, (рос.эпюра скоростей; англ. velocity diagram (profile); нім. Geschwindigkeitskurve f) — фігура (плоска або просторова), що зображає розподіл місцевих швидкостей (осереднених поздовжніх при турбулентному русі) по даному плоскому живому перерізу або по вертикалі, проведеній в середині потоку.

## Епюра гідростатичного тиску
Епюра гідростатичного тиску, (рос.эпюра гидростатического давления; англ. hydrostatic pressure profile (diagram); нім. Figur f des hydrostatischen Druckes) — графік, який побудовано для плоскої прямокутної фігури вертикальної або похилої «стінки», що піддається гідростатичному тиску, і визначає розподіл гідростатичного тиску вздовж вертикального перерізу стінки (у вертикальній площині, проведеній нормально до стінки). Кожна ордината графіка, відміряна в напрямі, перпендикулярному до «стінки», являє собою гідростатичний тиск в даній точці «стінки». Площа графіка чисельно дає величину сили гідростатичного тиску, яка діє на одиницю ширини «стінки» (відміряну нормально до площини графіка). Позначаючи при побудові графіка ординати, що виражають гідростатичний тиск, не нормально до стінки, а по вертикальному й горизонтальному напрямках, отримують епюри складових сил гідроста-тичного тиску на стінку (відповідно вертикальної й горизонтальної складових).

Епюра диз'юнктиву.JPG

## Епюра диз'юнктиву
Епюра диз'юнктиву, (рос.эпюра дизьюнктива, англ. diagram of disjunctive, нім. Disjunktivkurve f) — загальна картина диз’юнктиву, яка характеризує його параметри та область розміщення в надрах.